# Rejon zołocziwski
Rejon zołocziwski (ukr. Золочівський район) – dawna jednostka administracyjna wchodząca w skład obwodu charkowskiego Ukrainy.
Utworzony w 1923, miał powierzchnię 969 km² i liczył 32 tysięcy mieszkańców. Siedzibą władz rejonowych byłZołocziw.
Na terenie rejonu znajdowały się 1 osiedlowa rada i 13 silskich rad, liczących w sumie 62 wsie i 10 osad.
Zlikwidowany 19 lipca 2020 roku w ramach reformy administracyjnej. Jego ziemie weszły w skład nowego rejonu bogoduchowskiego.